# Chu Hiếu Thiên
Chu Hiếu Thiên (Phồn thể: 朱孝天; Bính âm: Zhū Xiàotiān) là một ca sĩ trong nhóm F4 của Đài Loan. Anh sinh ra ngày 15 tháng 1 năm 1979 và sang Singapore. Sau đó anh gia nhập nhóm F4 tại Đài Loan cùng Chu Du Dân, Ngôn Thừa Húc, Ngô Kiến Hào vào năm 2001.
Anh nói được tiếng tiếng Quan Thoại, tiếng Anh và tiếng Quảng Đông.

## Tiểu sử
- Anh sinh ra tại Đài Loan. Đầu tiên anh làm việc cho một nhà hàng tại một thành phố ở Đài Loan. Đến năm 2000 anh gia nhập F4 và trở thành ca sĩ.
- Vào tháng 1 năm 2005, anh đóng phim Delicious Relations của Đài Loan.
- 4 tháng 7 năm 2006 anh đến Trung Quốc lần đầu tiên
- 25 tháng 11 năm 2006 anh cùng nhóm đến biểu diễn tại Nhật Bản và sau đó đã trở thành ca sĩ được ưa thích tại châu Á.
- Anh còn bị báo chí chê là quá béo và suýt gây ra tai nạn.[1]
- Vào năm 2007, F4 tan rã. Anh phải tách ra hát riêng.[2]

## Đặc điểm
- Ngôn ngữ sử dụng: Quan Thoại, Anh, tiếng phổ thông, Quảng Đông, Thái, và Nhật.
- Chiều cao: 1.8m[cần dẫn nguồn]
- Cân nặng: 73 kg[cần dẫn nguồn]
- Loại nhạc: Ghita, trống và Percussions
- Tôn giáo: Đạo Phật

## Album
Hiện nay Chu Hiếu Thiên đã có 8 album. Dưới đây là danh sách:
| Số thứ tự | Tên album                            | Năm phát hành | Tên tiếng Việt                   | Thể loại     |
| --------- | ------------------------------------ | ------------- | -------------------------------- | ------------ |
| 1         | Getting Real                         | 2001          | Bất bắt                          | Chính        |
| 2         | On Ken's Time                        | 2001          | Trên thời gian của Ken           | Chính        |
| 3         | Love Storm                           | 2002          | Cơn lốc tình yêu                 | Sound track  |
| 4         | Waiting For You (Zai Zhe Li Deng Ni) | 2002          | Chờ em nơi đây                   | Hát chung F4 |
| 5         | F4's 360 Degrees                     | 2002          | Degress của F4                   | Hát chung F4 |
| 6         | Can't Help Falling in Love           | 2002          | Không thể giúp đỡ trong tình yêu | Hát chung F4 |
| 7         | Fantasy 4ever                        | 2003          | Từng ảo                          | Hát chung F4 |
| 8         | Meteor Rain                          | 2003          | Mưa sao băng                     | Hát chung F4 |

## Ca khúc được ưa thích
| Số thứ tự | Tên phiên âm             | Tên tiếng Anh              | Tên tiếng Việt                       | Ca sĩ hát chung |
| --------- | ------------------------ | -------------------------- | ------------------------------------ | --------------- |
| 1         | Không có                 | Here we are                | Chúng ta ở đây                       | Không có        |
| 2         | Ai bu hui yi zhi deng ni | Show me your love          | Tình yêu sẽ không chờ đợi            | Không có        |
| 3         | Dang ni shi peng you     | When you are               | Khi em là bạn                        | Ngô Kiến Hào    |
| 4         | Qing tian                | Blue sky                   | Bầu trời trong xanh                  | Không có        |
| 5         | Không có                 | Can't help falling in love | Không thể giúp té ngã trong tình yêu | Cả nhóm         |
| 6         | Không có                 | Ask fore more              | Hỏi nhiều hơn nữa                    | Cả nhóm         |
| 7         | Di yi shi jian           | First place                | Lần đầu tiên                         | Cả nhóm         |
| 8         | Yan huo de ji jie        | Season of Fireworks        | Mùa pháo hoa                         | Cả nhóm         |
| 9         | Jue bu neng si qu ni     | Can't lose you             | Không thể mất em                     | Cả nhóm         |
| 10        | Ai de ling yu            | Love terrain               | Lãnh địa của tình yêu                | Cả nhóm         |